# أبحاث الدماغ
أبحاث الدماغ هي مجلة علمية تمت مراجعتها من قِبل النظراء تركز على العديد من جوانب علم الأعصاب. تنشر التقارير البحثية و«المقالات المراجعة». رئيس التحرير هو ماثيو جيه لافوي.
حتى عام 2011، تم نشر مراجعات كاملة في Brain Research Reviews، والتي تم دمجها الآن في القسم الرئيسي، وإن كان ذلك مع ترقيم مستقل للمجلدات. في عام 2006، تم دمج أربعة أقسام أخرى لمجلة شبه مستقلة أنشئت سابقًا (أبحاث الدماغ المعرفية، أبحاث الدماغ التنموية، أبحاث الدماغ الجزيئية، وبروتوكولات أبحاث الدماغ) مع أبحاث الدماغ.

## روابط خارجية
- الموقع الرسمي